# مونيكا كاستانيو
مونيكا كاستانيو (بالإسبانية: Monica Castaño Agudelo)‏ هي متسابقة ملكة الجمال كولومبية، ولدت في 5 يونيو 1989.